# رشدي الأشهب
رشدي حمزة الأشهب (1920 - 2003) باحث فلسطيني.

## حياته
ولد في مدينة الخليل عام 1920م. حصل على شهادة الليسانس في الآداب من جامعة القاهرة عام 1947م. حصل في العام عام 1966 على الماجستير من الكلية نفسها عن حياة القاضي الفاضل وشعره. وحصل على الدكتوراه في الأدب الشعبي من كلية الآداب والعلوم الإنسانية في جامعة القديس يوسف في بيروت عام 1980.
عمل مدرساً للغة العربية في المدارس الثانوية ودور المعلمين وشارك في لجان المناهج والامتحانات والدورات التربوية في وزارة التربية والتعليم في المملكة الأردنية الهاشمية. انتقل للعمل في الجامعات الفلسطينية عام 1976 حتى تقاعد عام 1991.

## المؤلفات
1.	حياة القاضي الفاضل وشعره (مخطوط)
2.	الحكايات والأساطير الشعبية في منطقة الخليل، جمعية الدراسات العربية، القدس، 1983
3.	فن الكتابة، مؤسسة أبن رشد، القدس، 1983
4.	حكايات شعبية من فلسطين، جمعية الدراسات العربية، القدس، 1987
5.	قضية فلسطين، تأليف د. هنري كتن إصدار وزارة الثقافة، ترجمة، 1999
6.	مجموعة من المقالات في الأدب والنقد والأدب الشعبي نشرت في الصحف والمجلات
7.	ثلاث مسرحيات (مخطوطة)
8.	كان ياما كان، حكايات شعبية من مدينة القدس، طبعة أولى 1997، طبعة ثانية 2001.
9.	نشر عشرات المقالات في الأدب الشعبي والنقد في الصحف والمجلات الفلسطينية.